# Rasavci (Prijedor)
Rasavci (szerbül: Расавци), falu Bosznia-Hercegovinában, Bosanska krajina területén, Prijedor községben, a Szerb Köztársaságban. 

## Fekvése
Bosznia-Hercegovina északnyugati részén, Banja Lukától légvonalban 42, közúton 67 km-re nyugatra, községközpontjától légvonalban 9, közúton 11 km-re délre, a Szana bal partján, és a tőle nyugatra fekvő erdős hegyvidéken, a Vranjska rijeka völgyében, 150 – 320 méteres tengerszint feletti magasságban fekszik. Több, szétszórt, kis településből áll:  Stojnići, Zorići, Stupari, Bilbije, Spruce, Milunići, Grbići, Grujčići, Babić, Jeftići, Mrde, Stankovići, Dragišići, Adamovići, Nicići, Kovacević, Sekulići és Bijeli. A Vranjska rijekán több vizimalom található.

## Népessége
| Nemzetiségi csoport | Népesség 1991 | Népesség 2013 |
| ------------------- | ------------- | ------------- |
| Szerb               | 926           | 791           |
| Bosnyák             | 4             | 0             |
| Horvát              | 89            | 14            |
| Jugoszláv           | 29            | 0             |
| Egyéb               | 3             | 5             |
| Összesen            | 1051          | 810           |

## Története
A település 1878-ig tartozott az Oszmán Birodalomhoz, ekkor a berlini kongresszus határozata alapján az Osztrák-Magyar Monarchia része lett. A monarchia szétesésével 1918-ban előbb a Szerb-Horvát-Szlovén Királyság, majd 1929-től a Jugoszláv Királyság része. Jugoszlávia megszállása után a falu a Független Horvát Állam (NDH) része lett. 1945-től a település a szocialista Jugoszlávia része volt. 1963-ig Ljubija község része volt. A boszniai háború idején a település a Boszniai Szerb Köztársasághoz tartozott. A daytoni békeszerződést követő területfelosztásnál a település Prijedor község részeként a Szerb Köztársaság területéhez került.

## Nevezetességei
- Az Úr mennybementele tiszteletére szentelt ortodox temploma a Pirjedorból Sanski Mostra menő főút mellett áll. A templom mellett emlékművet állítottak a boszniai háború idején elhunyt 14 helybeli tiszteletére.

- Szent Pantaleimon tiszteletére szentelt ortodox temploma 1904-ben épült. A helyi ortodox temető közelében található kisméretű, keletelt épület.